# Casimiroa tetrameria
Casimiroa tetrameria är en vinruteväxtart som beskrevs av Charles Frederick Millspaugh. Casimiroa tetrameria ingår i släktet Casimiroa och familjen vinruteväxter. Inga underarter finns listade i Catalogue of Life.